# Миле Ілич
Миле Ілич (серб. Миле Илић; * 2 липня 1984) — сербський професіональний баскетболіст. Позиція — центровий.
Обраний на драфті 2005 під 43 номером клубом «Нью-Джерсі Нетс». Дебютував у НБА у сезоні 2006-07. «Нетс» розглядали його, як можливу майбутню заміну іншому сербському центровому — Ненаду Крстичу. 29 жовтня 2007 Ілича було продано у «Нью-Орлінс Горнетс». У той же день Миле був звільнений зі свого нового клубу.
Ілич провів у НБА 5 ігор. Після завершення кар'єри у НБА виступав у клубах Росії та Іспанії.